# 九州観光バス

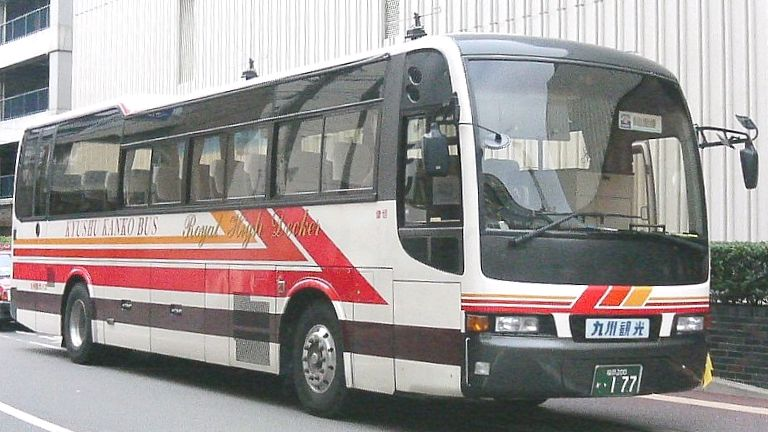
貸切バス

九州観光バス（きゅうしゅうかんこうバス）は、福岡県福岡市博多区石城町10番18号に本社を置いていた観光バス事業者。西日本鉄道（西鉄）の子会社である。1959年（昭和34年）6月26日 設立。
西鉄グループ観光バス事業の再編により、2008年4月1日付けで（旧）西鉄観光バスおよび西鉄北九州観光を吸収合併（規模の一番小さい当社が存続会社となる所謂逆さ合併）し、同時に社名を（新）西鉄観光バスに改称した。本記事では2008年3月31日までの情勢について記す。

## 概要
一般貸切バス事業のほか、九州急行バスが福岡・長崎間で運行する高速バス九州号についてお盆・年末年始などの繁忙期には、続行便の運行を受託していた。また福岡市西区の姪浜駅とショッパーズモールマリナタウン（ショッピングセンター）およびマリノアシティ福岡を結ぶ無料シャトルバスを運行していたが（後述）、運行が中止された。
かつてはタクシー事業も行っていたが、1999年4月に同じ西鉄グループの東福岡西鉄タクシーに譲渡された。なお、2021年現在、福岡県田川市に有限会社九州観光バスが存在するが、当社の社名変更後の設立であり、一切無関係である。

## 沿革
- 1959年（昭和34年）6月26日 設立。
- 1971年（昭和46年）8月19日 関門急行バスからタクシー事業を譲り受ける。
- 1999年（平成11年）4月1日 タクシー事業を東福岡西鉄タクシー（1999年2月12日設立）に譲渡。
- 2008年（平成20年）4月1日 （旧）西鉄観光バス・西鉄北九州観光を吸収合併し、（新）西鉄観光バスに改称。九州観光バスの名称は消滅。

## 車両
※シャトルバスについては後述。

### 大型車
西日本車体工業（西工）製ボディの日野自動車製車両（セレガ）が大半を占めていた。ボディはC-I,C-II,SD-Iが混在していたほか、2006年からは西鉄グループ初のジェイ・バス製（日野純正）ボディの車両（2006年はADG-RU1ESAAを2台、2007年はPKG-RU1ESAAを2台）を導入していた。日野以外では、2004年に三菱ふそうKL-MS86MP（西工SD-I）を2台導入していたほか、西鉄から譲渡を受けたいすゞ車が存在した。

### 9m車・中型車

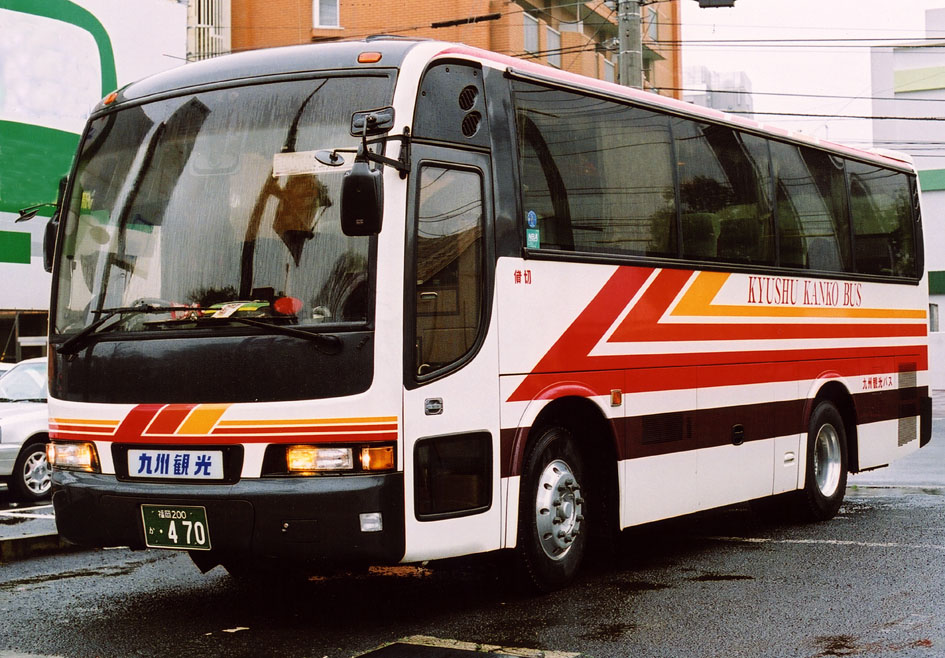
日野9m　西工C-I貸切バス

9m車として日野純正ブルーリボン1台のほか、全国で唯一となる西工C型を架装した日野9m車（セレガR FC）を1台保有していた。2005年には西鉄グループ会社より中型の三菱ふそう純正エアロミディを1台譲受。2006年にはUDトラックス（旧:日産ディーゼル）製RPを西鉄グループ会社より1台譲受し3列シートへ改造のうえ使用していた。2007年には西鉄バス両筑から西工C-IIボディの日産ディーゼルRPを1台譲受した。

### 車両塗装
車両塗装は独自のもので、クリーム色地に赤・朱色・橙色の3色のラインを入れた塗装となっていた。西鉄から大量に車両譲渡を受けていた頃に西鉄グループ共通の白色地に黒・朱色・金色のラインの塗装（ルーセントカラー）へ変更を進めていたが、2003年頃から元の塗装に戻された。

### 譲渡車
廃車となった車両のうち一部が西鉄グループの日田バスに譲渡されていた。また、西日本鉄道や西鉄バス久留米へ譲渡されたものもあった。異色の存在としては2001年運行開始した西鉄高速バスの福岡 - 下関線用として日野のC-IIが4台譲渡され、高速転用改造を受けた上で使用されていた。

## シャトルバス
姪浜駅とショッパーズモールマリナタウン・マリノアシティ福岡を結ぶ無料シャトルバスを運行していた。
姪浜駅 - ショッパーズモールマリナタウン間のシャトルバスは2000年に運行開始。当初は自社が保有する貸切車を使用したが、のちに西鉄から譲渡された大型一般路線車に置き換えられた。運行最終時点では西鉄から譲渡を受けた日産ディーゼルU-JP211NTN1台が専用車となっていた。2008年3月31日限りで運行を終了している。
姪浜駅 - マリノアシティ福岡間のシャトルバスはマリノアシティがオープンした2000年10月19日に運行開始。九州観光バスは平日のみ運行し、土日祝日は西鉄が運行した。運行開始当初から大型一般路線車が使用された。2002年7月19日限りで運行を終了し、翌日からは昭和自動車による一般路線に切り替えられた。